# Xingma (sockenhuvudort i Kina, Sichuan Sheng, lat 32,25, long 106,97)
Xingma (kinesiska: 兴马) är en sockenhuvudort i Kina. Den ligger i provinsen Sichuan, i den sydvästra delen av landet, omkring 330 kilometer nordost om provinshuvudstaden Chengdu. Antalet invånare är 15 067. Befolkningen består av 7 386 kvinnor och 7 681 män. Barn under 15 år utgör 22,0 %, vuxna 15-64 år 67 %, och äldre över 65 år 10,0 %.
Runt Xingma är det ganska tätbefolkat, med 207 invånare per kvadratkilometer. Närmaste större samhälle är Dongyu, 15,9 km väster om Xingma. I omgivningarna runt Xingma växer i huvudsak blandskog.
Genomsnittlig årsnederbörd är 1 461 millimeter. Den regnigaste månaden är juli, med i genomsnitt 314 mm nederbörd, och den torraste är december, med 5 mm nederbörd.